# Empecta subcostata
Empecta subcostata är en skalbaggsart som beskrevs av Leon Fairmaire 1904. Empecta subcostata ingår i släktet Empecta och familjen Melolonthidae. Inga underarter finns listade i Catalogue of Life.